# Distensão abdominal

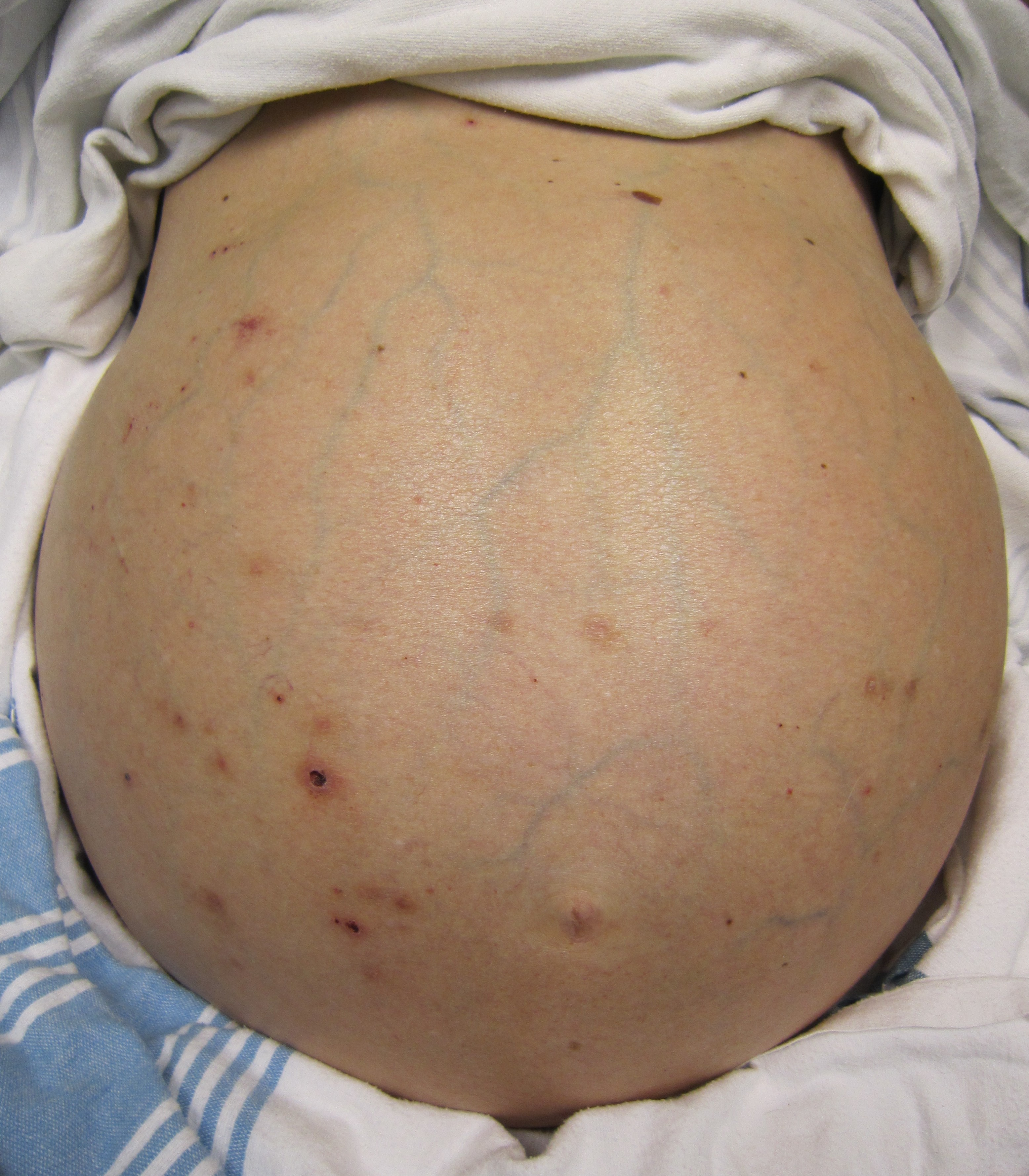
Distensão abdominal

Distensão abdominal é uma condição que ocorre quando substâncias como gases ou líquidos se cumulam no abdómen, fazendo com que se expanda.